# 635381 Michaelcoates
635381 Michaelcoates è un asteroide della fascia principale. Scoperto nel 2013, presenta un'orbita caratterizzata da un semiasse maggiore pari a 2,682816 UA e da un'eccentricità di 0,042221, inclinata di 22,829425° rispetto all'eclittica.